# Juana Quispe
Juana Quispe Apaza (Llojllata Laymini1969- La Paz, 13 de marzo de 2012) fue una líder aimara, artesana y comerciante, fue la primera mujer elegida como concejala por el municipio de Ancoraimes del departamento de La Paz, en Bolivia.

## Biografía
Quispe era una líder comunitaria local, ejercía también los oficios de artesana y comerciante, producía y comercializaba zapatos de cholita en la zona Garita de Lima en La Paz. Quispe era reconocida en su municipio, Ancoraimes, donde había donado parte de su propiedad para la implementación de un centro comunitario, promovió proyectos de riego y la implementación de un centro de estudios en la carrera de enfermería para su municipio, igualmente impulsó la implementación de un criadero de trucha que seguía en funcionamiento en 2022, diez años después de su muerte.
Postuló en las elecciones subnacionales de Bolivia 2010resultando elegida como concejal por un partido diferente al del Alcalde electo Félix Huanca, quien empezó una campaña de acoso en su contra. Pobladores afines al alcalde ejercieron agresiones físicas que incluyeron el ser arrastrada por la plaza de la comunidad frente a su hijo de 12 años, todas estas intimidaciones tenían el objetivo de forzarla a renunciar y retirar las denuncias de acoso que había interpuesto.
Al impedírsele ejercer su cargo tomó acciones en la vía legal, obteniendo amparo de la ley, 32 días después fue hallada muerte en una quebrada del río Orckojahuira en la ciudad de La Paz.

## Asesinato
Su caso es representativo a nivel nacional e internacional, pues fue víctima de violencia política durante su gestión por su labor fiscalizadora y su liderazgo; según la Comisión interamericana de derechos humanos el asesinato de la concejala "refleja muchas de las fallas estructurales que subsisten en las instituciones y normativas del estado". Denunció la violencia ante instancias judiciales que no actuaron de manera efectiva, públicamente habló de las amenazas de muerte que recibía 6 meses antes de su asesinato. La Ley 243 Contra el acoso y violencia política hacia las mujeres fue tratada y promulgada en su memoria el 28 de mayo de 2012. 

## Retardación de justicia
En enero, de 2024, doce años después de su asesinato, y diez después de la promulgación de la ley promovida en su memoria, se emitió sentencia condenatoria por su feminicidiocontra el ex alcalde Félix Huanca y dos concejales.
El proceso y el tiempo del procesamiento son considerados sintomáticos de los problemas en el sistema judicial boliviano que no pudo garantizar su seguridad y ejercicio de derechos en vida ni justicia para su familia tras el asesinato, sino hasta más de una década después a pesar del amplio marco y documentación local e internacional existente sobre su caso.